# Noda Ryunosuke
Noda Ryunosuke (野田 隆之介, sinh ngày 28 tháng 9 năm 1988) là một cầu thủ bóng đá người Nhật Bản thi đấu cho Shonan Bellmare.

## Thống kê sự nghiệp
Cập nhật đến ngày 23 tháng 2 năm 2017.
| Câu lạc bộ          | Mùa giải            | Giải vô địch        | Giải vô địch | Giải vô địch | Cúp Quốc gia | Cúp Quốc gia | Cúp Liên đoàn | Cúp Liên đoàn | Tổng    | Tổng      |
| Câu lạc bộ          | Mùa giải            | Hạng đấu            | Số trận      | Bàn thắng    | Số trận      | Bàn thắng    | Số trận       | Bàn thắng     | Số trận | Bàn thắng |
| ------------------- | ------------------- | ------------------- | ------------ | ------------ | ------------ | ------------ | ------------- | ------------- | ------- | --------- |
| Sagan Tosu          | 2010                | J2 League           | 7            | 0            | 1            | 1            | -             | -             | 8       | 1         |
| Sagan Tosu          | 2011                | J2 League           | 26           | 3            | 1            | 0            | -             | -             | 27      | 3         |
| Sagan Tosu          | 2012                | J1 League           | 17           | 4            | 1            | 2            | 5             | 1             | 23      | 6         |
| Sagan Tosu          | 2013                | J1 League           | 20           | 4            | 0            | 0            | 5             | 1             | 25      | 5         |
| Sagan Tosu          | Tổng                | Tổng                | 70           | 11           | 3            | 3            | 10            | 2             | 83      | 15        |
| Nagoya Grampus      | 2014                | J1 League           | 0            | 0            | 0            | 0            | 0             | 0             | 0       | 0         |
| Nagoya Grampus      | 2015                | J1 League           | 4            | 1            | 0            | 0            | 2             | 2             | 6       | 3         |
| Nagoya Grampus      | 2016                | J1 League           | 15           | 1            | 1            | 0            | 2             | 1             | 18      | 2         |
| Nagoya Grampus      | Tổng                | Tổng                | 19           | 2            | 1            | 0            | 4             | 3             | 24      | 5         |
| Tổng cộng sự nghiệp | Tổng cộng sự nghiệp | Tổng cộng sự nghiệp | 89           | 13           | 4            | 3            | 14            | 5             | 107     | 21        |